# Adelungella insignis
Adelungella insignis är en insektsart som beskrevs av Brunner von Wattenwyl 1907. Adelungella insignis ingår i släktet Adelungella och familjen Diapheromeridae. Inga underarter finns listade i Catalogue of Life.